# Thiểm Châu
Thiểm Châu (giản thể: 陕州区; phồn thể: 陝州區; bính âm: Shǎnzhōu qū) là một quận thuộc địa cấp thị Tam Môn Hiệp, tỉnh Hà Nam, Trung Quốc. Quận này nằm trên bờ nam của Hoàng Hà. Được thành lập ngày 16/2/2015 trên cơ sở dịa giới hành chính của huyện Thiểm.

### Trấn
- Đại Doanh (大营镇)
- Nguyên Điếm (原店镇)
- Tây Trương Thôn (西张村镇)
- Quán Âm Đường (观音堂镇)

### Hương
| - Trương Biện (张汴乡) - Trương Loan (张湾乡) - Thái Viên (菜园乡) - Trương Mao (张茅乡) - Vương Gia Hậu (王家后乡) | - Giáp Thạch (硖石乡) - Tây Lý Thôn (西李村乡) - Cung Tiền (宫前乡) - Điếm Tử (店子乡) |